# Ellingham, Norfolk
Ellingham är en ort och civil parish i Storbritannien.   Den ligger i grevskapet Norfolk och riksdelen England, i den sydöstra delen av landet, 150 km nordost om huvudstaden London. Ellingham ligger 6 meter över havet och antalet invånare är 532.
Terrängen runt Ellingham är platt. Runt Ellingham är det tätbefolkat, med 308 invånare per kvadratkilometer. Närmaste större samhälle är Lowestoft, 19,0 km öster om Ellingham. Trakten runt Ellingham består till största delen av jordbruksmark.